# Домбург
Домбург (нидерл. Domburg; сранан-тонго Dumborgu) — город и одна из семи коммун округа Ваника в Суринаме. Домбург расположен на левом берегу реки Суринам, примерно в 16 километрах от столицы страны Парамарибо. На севере и востоке он граничит с курортом Домбург в округе Коммевейне. Рядом с городом находится белый пляж. Согласно переписи населения 2012 года в Домбурге проживал 5 661 человек.
Плантация Домбург, на которой выращивали сахарный тростник, была основана в начале XVIII века и просуществовала до 1863 года. В том году, после отмены рабства в Суринаме, производство потеряло рентабельность и плантация пришла в упадок. В 1880 году колониальная администрация поселила здесь бывших рабов, поделив бывшую плантацию на несколько фермерских хозяйств. Одновременно с этим в Домбурге были построены школы, открыт рынок и учреждена коммуна. Дом владельца плантации был преобразован в здание местной администрации. Позднее, здесь также стали селить трудовых мигрантов из Нидерландской Ост-Индии.
В этом городе родился Дези Баутерсе — один из организаторов военного переворота в Суринаме в 1980 году и участников Декабрьских убийств, с 2010 года являющийся президентом Суринама. В Домбурге также родился известный суринамский музыкант Макс Войски.